# Коралова акула смугаста
Коралова акула смугаста (Atelomycterus fasciatus) — акула з роду Коралова акула родини Котячі акули. Інші назви «довгогуба плямиста котяча акула», «пластинчаста котяча акула».

## Опис
Загальна довжина досягає 45,1 см при вазі 258 г. Голова невелика, дещо сплощена зверху. Морда округла. Очі великі з мигальною перетинкою, мигдалеподібної форми. За ними розташовані невеличкі бризкальця. Рот широкий, трохи витягнутий. Зуби дрібні, з 3 верхівками, з яких центральна висока, шилоподібна, бокові — маленькі. Тулуб стрункий, подовжений, доволі щільний. Грудні плавці широкі, округлі. Має 2 невеликих спинних плавця, розташовані ближче до хвостової частини (передній — позаду черевних плавців, задній — анального). Черевні плавці помірно великі, низькі. Анальний плавець менше за спинні плавці. Хвіст довгий, звужується до кінця. Хвостовий плавець гетероцеркальний.
Забарвлення сіро-коричневе. По тілу розкидані плями і серпоподібні смуги темно-сірого кольору, а також рідкі чорні плямочки.

## Спосіб життя
Тримається на глибинах від 27 до 122 м, зазвичай до 60 м, дна шельфової зони. Воліє до піщаного ґрунту, черепашнику. Живиться ракоподібними, переважно креветками, молюсками, морськими черв'яками, личинками морських тварин, а також дрібною рибою.
Статева зрілість настає у самців при розмірі 32,9 см, самиць — 35,3 см. Це яйцекладна акула. Самиця відкладає 2 яйця з твердою оболонкою яскраво-жовтого кольору завдовжки 6-7 см.
Не є об'єктом промислового вилову внаслідок низької якості м'яса цієї акули.

## Розповсюдження
Мешкає біля узбережжя австралійських штатів Північна Територія, Західна Австралія.